# Kvadratura (malířství)

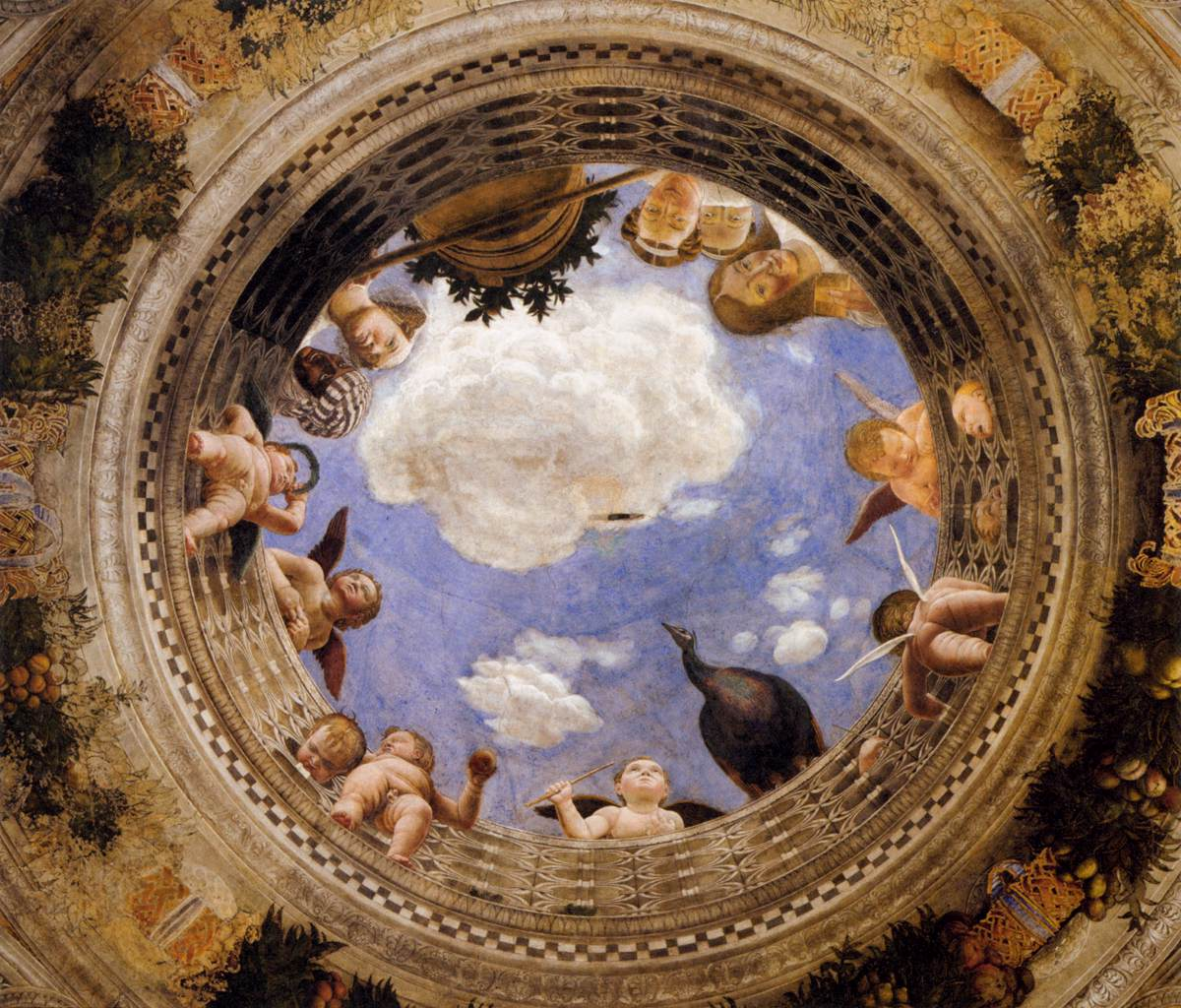
Andrea Mantegna:Oculus iluzivní malba kupole na stropě vévodského paláce v Mantově, 1465–1474

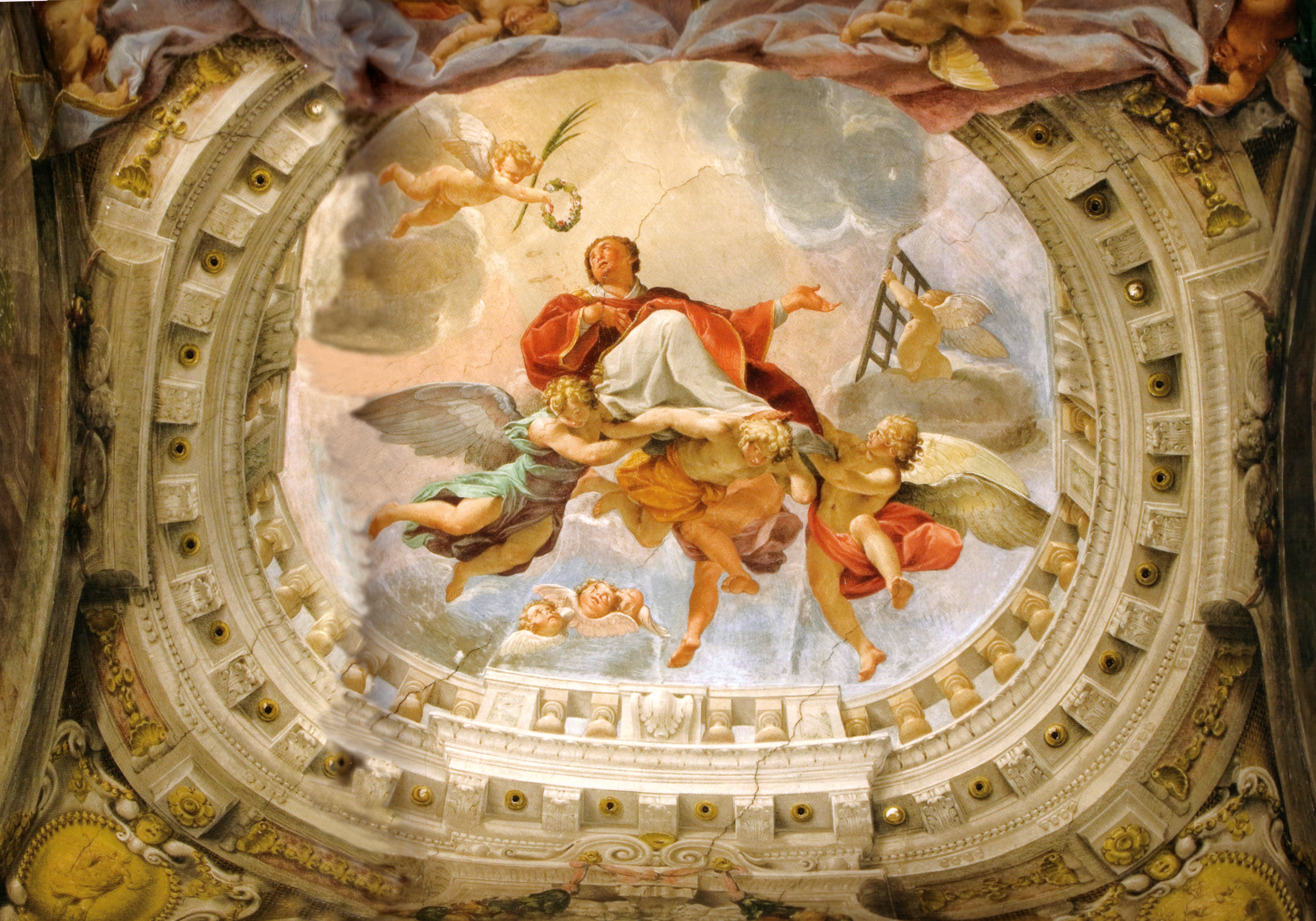
Angelo Michele Colonna: Nanebevzetí sv. Vavřince, freska v kapli kostela sv. Kajetána ve Florencii

Kvadratura je v malířství typ nástěnné či nástropní perspektivně malované architektury, jež má na ploše či na mělké plackové klenbě vytvářet iluzi, že prostor je hlubší či rozměrnější, než ve skutečnosti. 

## Historie
První iluzivní průhledy oknem do krajiny se objevily na stěnách řeckých a římských paláců, které z klimatických důvodů okna neměly. Například na pompejských nástěnných malbách se dochovaly náznaky kvadratur, které měly nejen prostor opticky zvětšit, ale i rozjasnit. S objevem zákonitostí středové perspektivy byly na přelomu období pozdní gotiky a renesance poprvé vytvořeny matematicky bezchybné kvadratury. K průkopníkům patřili malíři Andrea Mantegna při výzdobě vévodského paláce Gonzagů v Mantově a Melozzo da Forlì v kapli sv. Marka poutní baziliky v Lorettu. 
V následujících generacích se kvadraturami ve stylu manýrismu a raného baroka proslavili malíři boloňské školy: Girolamo Curti, zvaný Il Denttone (1575–1632), Agostino Mitelli (1609–1660) a Angelo Michele Colonna (1604-1687), kteří využívali také klasickou perspektivu podle Vitruvia. Tento princip se osvědčil například na konci chodby k iluzivnímu prolomení stěny malbou pootevřených dveří či průhledu do krajiny, také na fasádách se namísto oken nebo pilastrů architektonické prvky jen malovaly. K dovršení iluze se na podlahu pokládala perspektivní dlažba z dlaždic dvou barev složených do iluzivních hranolků.  
Největší rozšíření malby kvadratury se datuje do období vrcholného baroka a rokoka, zejména na klenbách chrámů, schodišť a sálů šlechtických paláců a zámků od Itálie přes Francii až po střední Evropu.

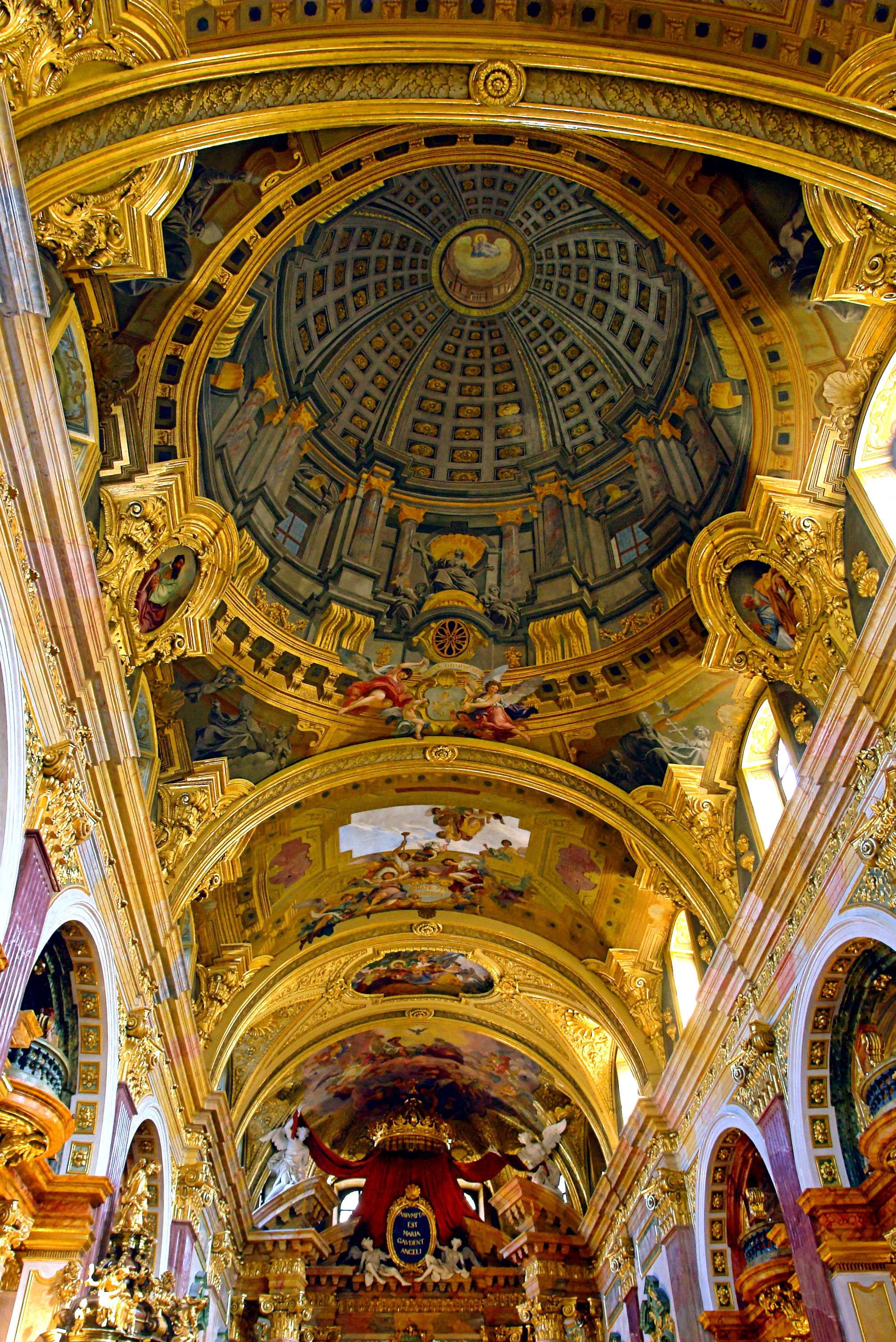
Andrea Pozzo: Iluzivní klenba chrámu sv. Ignáce ve Vídni (1703)

 V chrámových a klášterních interiérech se proslavil malíř-jezuita Andrea Pozzo, konstruktér iluzivních prostor, který vymaloval kostely sv. Ignáce v Římě a ve Vídni. Pro jezuity v Praze na Starém Městě vytvořil těsně před smrtí návrh na nerealizovanou malbu klenby kostela a na fresku pro refektář Klementina (kterou pak vymaloval Kryštof Tausch).. Podle mědirytin Pozzovy knihy Perspektiva pro malíře a architekty (Prospettiva de' pittori ed architetti) pak malovali rámec svých kompozic malíři pozdního baroka, jako Paul Troger, Jan Lukáš Kracker a další.  Typická byla dělba práce mezi dva malíře, první se specializoval na architektonický rámec a druhý na figurální scénu. Autor kvadratury často a architektonickou kulisu do omítky vyryl. 
Kvadratura doplněná o žánrové figurky, či zátiší s předměty se nazývá Trompe l'oeil . Ta často má drobný formát obrazu a je malovaná olejovými barvami.